# Serie Mundial Femenina de Rugby 7 2019-20
La Serie Mundial Femenina de Rugby 7 2019-20 fue la octava temporada de la Serie Mundial Femenina de Rugby 7, el circuito de selecciones nacionales femeninas de rugby 7, y la novena considerando la Challenge Cup.
A diferencia de la edición anterior se incorporarán tres nuevas sedes, Sudáfrica, Nueva Zelanda y Hong Kong.
La temporada fue finalizada tempranamente debido a la Pandemia de COVID-19, siendo canceladas las etapas de Francia, Canadá y Hong Kong. Se declaró campeón a Nueva Zelanda quienes encabezaban la tabla antes de la suspensión. El descenso para la temporada 2020-21 quedó suspendido.

## Equipos
11 equipos tienen estatus permanente. Los 10 mejores equipos de la temporada 2018-19 retuvieron su plaza, un equipo más obtuvo estatus permanente en un torneo clasificatorio:
| América - Canadá - Estados Unidos Oceanía - Australia - Fiyi - Nueva Zelanda | Europa - España - Francia - Inglaterra - Irlanda - Rusia |

Clasificaron adicionalmente y obtuvieron estatus permanente para la temporada 2019-20:
- Brasil – ganador del Seven Femenino de Hong Kong 2019.[5]

Un equipo más será invitado para cada una de las etapas del circuito.

## Formato
Cada torneo se disputó en un fin de semana, a lo largo de dos días. Participaron 12 equipos: los 11 de estatus permanente y otro invitado.
Se dividieron en tres grupos de cuatro equipos, donde cada uno de estos jugó un partido ante sus rivales de grupo. Cada victoria otorgó 3 puntos, cada empate 2 y cada derrota 1.
Los dos equipos con más puntos en cada grupo y los dos mejores terceros avanzaron a cuartos de final de la Copa de Oro. Los cuatro ganadores avanzaron a semifinales de la Copa de Oro, y los cuatro perdedores a semifinales del quinto puesto.
En tanto, los restantes cuatro equipos de la fase de grupos avanzaron a semifinales de la challenge trophy.

## Calendario
Los torneos de Dubái, Ciudad del Cabo, Nueva Zelanda, Sídney, Hong Kong y París se jugarán simultáneamente en las ramas femenina y masculina.
El torneo de Japón no se llevará a cabo en la temporada 2019-20 porque el país está organizando los Juegos Olímpicos de Verano 2020, que contarán con torneos de rugby 7 para hombres y mujeres.
| Torneo         | Estadio                    | Ciudad          | Fecha                      | Campeón        |
| -------------- | -------------------------- | --------------- | -------------------------- | -------------- |
| Estados Unidos | Infinity Park              | Glendale        | 5-6 de octubre de 2019     | Estados Unidos |
| Dubái          | The Sevens                 | Dubái           | 5-7 de diciembre           | Nueva Zelanda  |
| Sudáfrica      | Estadio de Ciudad del Cabo | Ciudad del Cabo | 13-15 de diciembre de 2019 | Nueva Zelanda  |
| Nueva Zelanda  | Waikato Stadium            | Hamilton        | 25-26 de enero de 2020     | Nueva Zelanda  |
| Australia      | Western Sydney Stadium     | Sídney          | 1-2 de febrero de 2020     | Nueva Zelanda  |

## Resultados
| Copa             | Ganador        | Marcador | Perdedor  | Semifinalistas                |
| ---------------- | -------------- | -------- | --------- | ----------------------------- |
| Copa             | Estados Unidos | 26-7     | Australia | 3º: Nueva Zelanda 4º: Francia |
| 5.º puesto       | España         | 12-7     | Canadá    | 7º: Rusia 8º: Irlanda         |
| Challenge trophy | Inglaterra     | 36-14    | Japón     | 11º: Fiyi 12º: Brasil         |

| Copa             | Ganador       | Marcador | Perdedor | Semifinalistas                   |
| ---------------- | ------------- | -------- | -------- | -------------------------------- |
| Copa             | Nueva Zelanda | 17-14    | Canadá   | 3º: Estados Unidos 4º: Australia |
| 5.º puesto       | Francia       |          | Rusia    | 7º: Fiyi 8º: España              |
| Challenge trophy | Inglaterra    | 26-21    | Irlanda  | 11º: Brasil 12º: Japón           |

| Copa             | Ganador        | Marcador | Perdedor  | Semifinalistas           |
| ---------------- | -------------- | -------- | --------- | ------------------------ |
| Copa             | Nueva Zelanda  | 17-7     | Australia | 3º: Canadá 4º: Francia   |
| 5.º puesto       | Estados Unidos |          | Fiyi      | 7º: Inglaterra 8º: Rusia |
| Challenge trophy | España         | 19-7     | Sudáfrica | 11º: Irlanda 12º: Brasil |

| Copa             | Ganador        | Marcador | Perdedor   | Semifinalistas            |
| ---------------- | -------------- | -------- | ---------- | ------------------------- |
| Copa             | Nueva Zelanda  | 24-7     | Canadá     | 3º: Francia 4º: Australia |
| 5.º puesto       | Estados Unidos | 45-5     | Inglaterra | 7º: Rusia 8º: Fiyi        |
| Challenge trophy | China          | 31-0     | España     | 11º: Irlanda 12º: Brasil  |

### Australia
| Copa             | Ganador       | Marcador | Perdedor   | Semifinalistas               |
| ---------------- | ------------- | -------- | ---------- | ---------------------------- |
| Copa             | Nueva Zelanda | 33-7     | Canadá     | 3º: Australia 4º: Francia    |
| 5.º puesto       | Fiyi          | 17-5     | Inglaterra | 7º: Rusia 8º: Estados Unidos |
| Challenge trophy | Japón         | 33-17    | España     | 11º: Irlanda 12º: Brasil     |

## Tabla de posiciones
Cada torneo otorgó puntos de campeonato, según la siguiente escala:
- Copa de Oro: 20 puntos al campeón, 18 puntos al subcampeón, 16 puntos al tercero, 14 puntos al cuarto.
- 5.ºpuesto: 12 puntos al campeón, 10 puntos al subcampeón, 8 puntos al séptimo, 6 puntos al octavo.
- Challenge trophy: 4 puntos al campeón, 3 puntos al subcampeón, 2 puntos al decimoprimero, 1 punto al decimosegundo.

| Pos | País           | USA | UAE | RSA | NZL | AUS | Puntos |
| --- | -------------- | --- | --- | --- | --- | --- | ------ |
| 1   | Nueva Zelanda  | 16  | 20  | 20  | 20  | 20  | 96     |
| 2   | Australia      | 18  | 14  | 18  | 14  | 16  | 80     |
| 3   | Canadá         | 10  | 18  | 16  | 18  | 18  | 80     |
| 4   | Francia        | 14  | 12  | 14  | 16  | 14  | 70     |
| 5   | Estados Unidos | 20  | 16  | 12  | 12  | 6   | 66     |
| 6   | Rusia          | 8   | 10  | 6   | 8   | 8   | 40     |
| 7   | Fiyi           | 2   | 8   | 10  | 6   | 12  | 38     |
| 8   | Inglaterra     | 4   | 4   | 8   | 10  | 10  | 36     |
| 9   | España         | 12  | 6   | 4   | 3   | 3   | 28     |
| 10  | Irlanda        | 6   | 3   | 2   | 2   | 2   | 15     |
| 11  | Japón          | 3   | 1   | -   | -   | 4   | 8      |
| 12  | Brasil         | 1   | 2   | 1   | 1   | 1   | 6      |
| 13  | China          | -   | -   | -   | 4   | -   | 4      |
| 14  | Sudáfrica      | -   | -   | 3   | -   | -   | 3      |

- Los primeros 10 equipos mantienen su estatus permanente para la siguiente temporada.
- En amarillo: equipos invitados.

| Bandera de Nueva Zelanda |
| Campeón Nueva Zelanda    |
| Sexto título             |